# Garden of Australian Dreams
Garden of Australian Dreams je park, zahrada, v Austrálii, Canberra. Park je součástí muzea National Museum of Australia v Lawson Crescent na Acton Peninsula. Je symbolickou krajinou, velkou architektonickou uměleckou formou jako betonový dvůr s vodní plochou, nízkou trávou a několika stromy. Zahrada australských snů je vytvořena jako mikrokosmos vyjadřující australské sebevědomí. Je údajně největší mapou na světě.

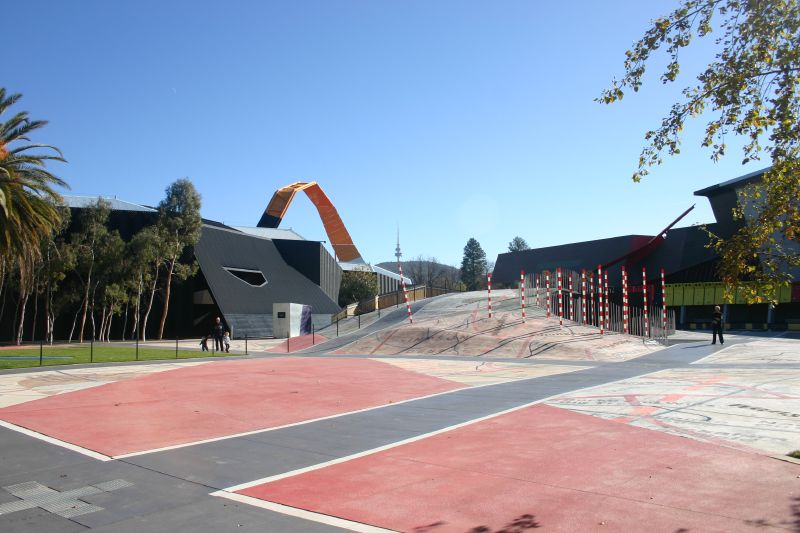

Autory celku jsou Richard Weller and Vladimir Sitta. Umělé plochy, jejich linie a koncept provedení jsou založeny na vyjádření booleanovských operací v matematice a kartézské soustavy souřadnic. 
Zahrada je upravena jako stylizovaná plocha centrální Austrálie. Betonový povrch je barevně upraven jako mapa rozdělená mnoha hranicemi.  Návrh stanovuje novou osu mezi národním duchovním centrem (Ayer Rock-Uluru) a národním politickým centrem, budovou parlamentu.